# 10638 Мак-Ґлотлін
10638 Мак-Ґлотлін (10638 McGlothlin) — астероїд головного поясу, відкритий 16 вересня 1998 року.
Тіссеранів параметр щодо Юпітера — 3,182.